# Флюгери Львова
«Флюгери Львова» —  міжнародний етно-джазовий фестиваль, який з 2003 року щорічно проводять у Львові. Є проєктом мистецького об’єднання «Дзиґа».

## Історія фестивалю
Фестиваль заснований 2003 року мистецьким об’єднанням «Дзиґа» на чолі з Маркіяном Іващишином як проєкт, який демонструє мультикультурність Львова. Перші три роки фестиваль був безкоштовним. З 2006 року організатори орієнтовували його на туристів, проте пізніше змінили концепцію: «Флюгери» мають лишатися львівським міським фестивалем для львів’ян.

### 2003
Фестиваль проводили з 1 по 4 травня у внутрішньому дворі Львівської ратуші. 
Учасники: Ground Folk, «Блюз плюс», «Медікус» та «Бурдон» (Львів), Dzyga Jazz Quintet & «Ендрю Валентайн Тріо» (Львів—США), «Київ Арт Ансамбль», Anno Domini, Jungle Snow (Харків), «Діма Горелік» (Харків—Хайфа).

### 2005
2005 року «Флюгери Львова» проводили з 7 по 9 травня у внутрішньому дворі Львівської ратуші. 
Учасники: театр «Клітка», Назар Гончар, квартет «Шоколад» (Львів), «Гуральська Капелла» (Закопане, Польща), Straznican (Прага, Чехія), Trottola—Imagine Quintet (Львів), квартет Art—Blues (Львів), Open Blues Band (Львів), Dzyga Jazz Quartet & Михайло Барбара (Львів—Харків), Sarakina (Бялисток, Польща), проєкт Drum 2 Bass (Львів—Київ), Anno Domini (Харків), квінтет Leo-M-Art (Львів—Краків), Don’t Shelest (Берлін, Німеччина).

### 2006
2006 року фестиваль проводили з 29 вересня по 1 жовтня.
Учасники: «Cargo Фанк» (Львів), «Шоколад» (Львів), Jazz Atmosphere (Вінниця), Юрій Шаріфов та Open Blues Band (Україна—Росія), Karbido (Польща), Frank Lacy trio (США), Тарас Чубай та «Плач Єремії», Dzyga Imagen & Lady M (Україна), Квартет Канафорського (Львів), «Джаз квартет Брії Блесінг» (США—Україна), Pustki (Польща), «Тендер Блюз» (Львів), «Сюзанна Данаджанова тріо» (Азербайджан), «Марк Токар Quintet» (Україна—Польща), Юрій Андрухович, Михайло Барбара та Pink Froyd, «Збиранка» (Львів), Rudovous (Чехія), Lituus (Литва),  Testament (Білорусь), Musica radicum (Санкт-Петербург, Росія), «Гудаки» (с. Нижнє Селище, Закарпаття), «Піккардійська Терція», Юрко Іздрик.

### 2007
2007 року фестиваль проводили з 30 квітня по 6 травня.
Учасники: Аркадій Шилклопер у супроводі оркестру Leopolis (Німеччина—Україна), «Свята Ватра» (Естонія), Ліндсі Девідсон у супроводі оркестру Leopolis (Шотландія—Польща—Україна), Dzyga Imagen & Lady M (Львів), Fusion Orchestra (Севастополь), «Гудаки» (Швейцарія—Україна), «Шоколад» (Львів), Штефан Негура в супроводі оркестру Leopolis (Молдова—Україна), Bria Blessing Quartet (США, Україна), Julian Thomas and Friends (Англія), Anno Domini (Україна — Ізраїль), UA (Сенегал—Україна), «Дует Давидов & Діма Горелик» (Україна—Ізраїль), Kharkiv Modern Quartet (Харків), «Тріо Ришарда Канафорського» (Львів).

### 2011
2011 року «Флюгери Львова» проводили у Львові та Києві. Львівський фестиваль — з 30 квітня по 2 травня, київський — 1 та 2 травня.
Львівські «Флюгери» проводили у дворику міської ратуші. Участь взяли понад 50 музикантів, що грають у 17 проектах із Польщі, Росії, Білорусі, Нідерландів та України. «Прокидання з Мертвим Півнем» провели у неділю 1 травня, тоді «Мертвий Півень» представили свій новий альбом «Радіо Афродита».
Учасники: Tatosh Banda (Львів—Коломия), «Русичі» (Білгород-Дністровський), ShockolaD (Львів), «Млада» (Київ—Донецьк), Pervoe_Solnce (Москва), «Мертвий Півень» (Львів), «Очеретяний кіт» (Вінниця), інструментальний театр Vuraj (Мінськ), Kapella Maliszow (Горлиці), Fratrez (Мінськ), DagaDana (Познань—Ченстохова–Львів), «КораЛЛі» (Івано-Франківськ), «МТ-3» (Львів), «АтмАсфера» (Київ), Alex Trio (Амстердам—Краків—Львів), TRYKI:Lebik–Trebski–PaPaZura (Люблін), Peter Baron Quartet (Варшава—Вроцлав).
Київські «Флюгери» проводили у фестиваль-ресторації «Диван». Учасники: TRYKI:Lebik–Trebski–PaPaZura (Люблін), Vuraj (Мінськ), Shopping Hour (Україна—Сербія), «ДомРа»(Україна)», ShockolaD (Львів), DagaDana (Познань—Ченстохова–Львів), «Мертвий Півень» (Львів).

### 2012
2012 року фестиваль пройшов під назвою «Флюгери Львова з Бучач» і тривав з 29 квітня по 1 травня.
Учасники: «Free Breath» (Україна), «АтмАсфера» (Київ), Tsigunz Fanfara Avantura (Польща—Сербія), «ДахаБраха» (Київ), Angela Gaber Trio (Польща), DagaDana (Польща—Україна), «Пушкин Клезмер Бэнд» (Україна—Молдавія—Росія), Tolhaje (Польща), «ГИЧ оркестр» (Львів), Dzyga Jazz Quartet (Львів), Vinipuz Mob (Україна), Project Grzegorza Rogali (Польща—Ізраїль—Україна), ShockolaD (Львів).

### 2013
2013 року «Флюгери» тривали чотири дні з 9 по 12 травня у Львові. Фестиваль вперше був платний. У співпраці з польським міжнародним фестивалем Rock Nocą перший день проводили рок-конкурс — відбір у фінал польського фесту. У ньому взяли участь: Абу-Касимові Капці (Львів), Фіолет (Луцьк), Viter (Львів), Hairy Viper (Київ) та D. Hate (Львів). Запрошені гості — The Mandry та Open Blues Band. 
Наступного дня, у день блюзу, грали виконавці: Blues Market, Max Vatutin Trio, Vinipuz Mob, Michał Milczarek Trio та Andrew Kokhan & BluesClub.Lviv Project. Третій, етно-день наповнили: Джалапіта, Zapaska, Longital (Словаччина), Triangular Matrix & Nazgulya Shukaeva (Україна — Казахстан) та Dwootho (Польща). У четвертий день на сцені грали колективи Dzyga Imagine, Ivory Street, Marinita Trio, Babooshki та ShockolaD.

### 2019
2019 року Маркіян Іващишин передав керівництво фестивалем культурній агенції «Лінія Втечі» на чолі з Ляною Мицько. «Флюгери» отримали новий дизайн візуальної частини, зроблений львівським артистом Анатолієм Татаренком. Звуком та світлом для фестивалю займалася компанія FatSound. Окрім основної програми, «Флюгери» провели нічну вечірку «Безсоння Флюгерів Львова» в Музеї Ідей у підвалі Бернардинів.

### 2020—2023
2020 року організацію фестивалю знову повернули об’єднанню «Дзиґа», однак через пандемію COVID-19 та запроваджений карантин усі заходи були скасовані. Натомість 10 травня львівське видання «Твоє місто» у співпраці з харківським виданням «Накипіло» провели онлайн-концерт «Прокидання з Міськом Барбарою», на якому співзасновник «Мертвого Півня» Місько Барбара та композитор Юрко Єфремов виконали як старі хіти гурту, так і нові пісні.
2021 року фестиваль також скасували через пандемію COVID-19, а 2022 та 2023 років — через недостатнє фінансування та воєнний стан.

## Прокидання недільного ранку
«Прокидання недільного ранку» — традиційна частина фестивалю, ранковий концерт у неділю. Засновник «Флюгерів» Маркіян Іващишин згадував: «У певний момент почало здаватися, що ми втрачаємо місто. Тоді ми придумали Прокидання: „поки туристи ще сплять, ми вже бавимся“». До 2012 року «прокидання» щороку проводив гурт «Мертвий Півень». Після розпаду гурту традиційне «Прокидання з Мертвим Півнем» замінив «ГИЧ Оркестр» — «Прокиданням із ГИЧ оркестром» (2012—2013).